# Adéla Hanzlíčková
Adéla Hanzlíčková (4 maggio 1994) è una lottatrice ceca, specializzata nella lotta libera.

## Palmarès
- Europei

Bucarest 2019: argento nei 68 kg.